# کامیلیا فیلیپی
کامیلیا فیلیپی (ایتالیایی: Camilla Filippi؛ زادهٔ ۱۳ اکتبر ۱۹۷۹) بازیگر اهل ایتالیا است. او که یک هنرمند تجسمی نیز هست، چندین نمایشگاه برگزار کرد، به‌ویژه در جشنواره دو جهان ۲۰۱۵ در اسپولتو.
از فیلم‌ها یا سریال‌های تلویزیونی که وی در آن نقش داشته‌است، می‌توان به محاکمه، بهترین دوران جوانی و پاینده‌باد ایتالیا اشاره کرد.